# 1991年日本の補欠選挙
1991年日本の補欠選挙（1991ねんにほんのほけつせんきょ）は、日本における立法府である参議院を構成する議員の欠員を補うため1991年に行われた補欠選挙である。

## 概要
補欠選挙は「議員の辞職あるいは死亡により欠員が生じた場合に行われる選挙」で、「当選人が得られなかった場合または当選人が不足した場合に、其の当選人の不足を補う」為に行われる再選挙と同様に公職選挙法第11章の「特別選挙｣に含まれている。1991年における補欠選挙は、2月に参議院青森県選挙区、6月に参議院埼玉県選挙区、9月に参議院福岡県選挙区の計3回実施された。

## 2月24日実施補選

### 参議院青森県選挙区補選
1991年（平成3年）2月24日執行
当日有権者数：人　最終投票率：43.02%
山崎竜男参議院議員（自由民主党）の退職（1991年青森県知事選挙立候補による自動失職）に伴う （全国投票率:71.36%（14.36%））
| 当落 | 氏名       | 年齢 | 所属党派               | 新旧 | 得票      | 得票率 | 推薦・支持     |
| ---- | ---------- | ---- | ---------------------- | ---- | --------- | ------ | -------------- |
| 当   | 松尾官平   | 64   | 自由社会を守る国民会議 | 元   | 240,129票 | 50.01% | 自由民主党推薦 |
|      | 久保晴一   | 39   | 青森県農業者政治連盟   | 新   | 197,598票 | 41.15% | 日本社会党推薦 |
|      | 高橋千鶴子 | 31   | 日本共産党             | 新   | 42,454票  | 8.84%  |                |

## 6月16日実施補選

### 参議院埼玉県選挙区補選
1991年（平成3年）6月16日執行
当日有権者数：人　最終投票率：17.80%
名尾良孝参議院議員（自由民主党）の死亡に伴う （全国投票率:71.36%（14.36%））
| 当落 | 氏名     | 年齢 | 所属党派   | 新旧 | 得票      | 得票率 | 推薦・支持 |
| ---- | -------- | ---- | ---------- | ---- | --------- | ------ | ---------- |
| 当   | 関根則之 | 61   | 自由民主党 | 新   | 532,175票 | 65.34% |            |
|      | 阿部幸代 | 42   | 日本共産党 | 新   | 267,289票 | 32.82% |            |
|      | 志良以榮 | 54   | 国民党     | 新   | 14,947票  | 1.84%  |            |

## 9月29日実施補選

### 参議院福岡県選挙区補選
1991年（平成3年）9月29日執行
当日有権者数：人　最終投票率：29.23%
本村和喜参議院議員（自由民主党）の死亡に伴う （全国投票率:71.36%（14.36%））
| 当落 | 氏名       | 年齢 | 所属党派   | 新旧 | 得票      | 得票率 | 推薦・支持 |
| ---- | ---------- | ---- | ---------- | ---- | --------- | ------ | ---------- |
| 当   | 重富吉之助 | 58   | 自由民主党 | 新   | 556,176票 | 54.58% |            |
|      | 牧野苓子   | 57   | 日本社会党 | 新   | 365,026票 | 35.82% |            |
|      | 本庄庸     | 54   | 日本共産党 | 新   | 97,877票  | 9.60%  |            |